# Гранд-Иль (Страсбург)
Гранд-Иль (фр. Grande Île; нем. Große Insel; в переводе «Большой остров») — исторический центр города Страсбурга во Франции. Окружён с одной стороны основным каналом реки Илль, а с другой стороны — каналом дю Фо-Рампар.
Его длина составляет около 1,25 км (0,78 мили) на 0,75 км (0,47 мили) в самой длинной и широкой части. В центре острова находится площадь Клебер, центральная площадь города. Южнее расположен Страсбургский собор, четвёртая по высоте церковь в мире и богато украшенный образец готической архитектуры XV века. В западной части острова находится квартал Маленькая Франция, бывший дом городских кожевников, мельников и рыбаков, а теперь одна из главных туристических достопримечательностей Страсбурга. На Гранд-Иль также находится бывшая речная таможня Ансьен-Дуан.
Помимо собора, на Гранд-Иль находятся ещё четыре церкви с вековой историей: Сен-Тома, Сен-Пьер-ле-Вьё, Сен-Пьер-ле-Жён и Сен-Этьен. Будучи историческим центром Страсбурга и резиденцией местной светской власти, он также является домом для самых впечатляющих особняков и дворцов XVIII века, в том числе Дворец Рогана, Hôtel de Hanau (ныне ратуша), Hôtel des Deux-Ponts, Hôtel de Klinglin, Hôtel d’Andlau-Klinglin, Hôtel de Neuwiller и многие другие. На острове также находится епископальный дворец Страсбургской архиепархии.
Гранд-Иль был внесён в список Всемирного наследия ЮНЕСКО в 1988 году. В то время Международный совет по памятникам и достопримечательностям отметил, что Гранд-Иль — «старый квартал, олицетворяющий средневековые города». Страсбург стал первым городом, весь центр которого был внесён в список Всемирного наследия.